# 有珠駅
有珠駅（うすえき）は北海道伊達市有珠町にある北海道旅客鉄道（JR北海道）室蘭本線の駅である。駅番号はH40。電報略号はウス。事務管理コードは▲130305。

## 歴史

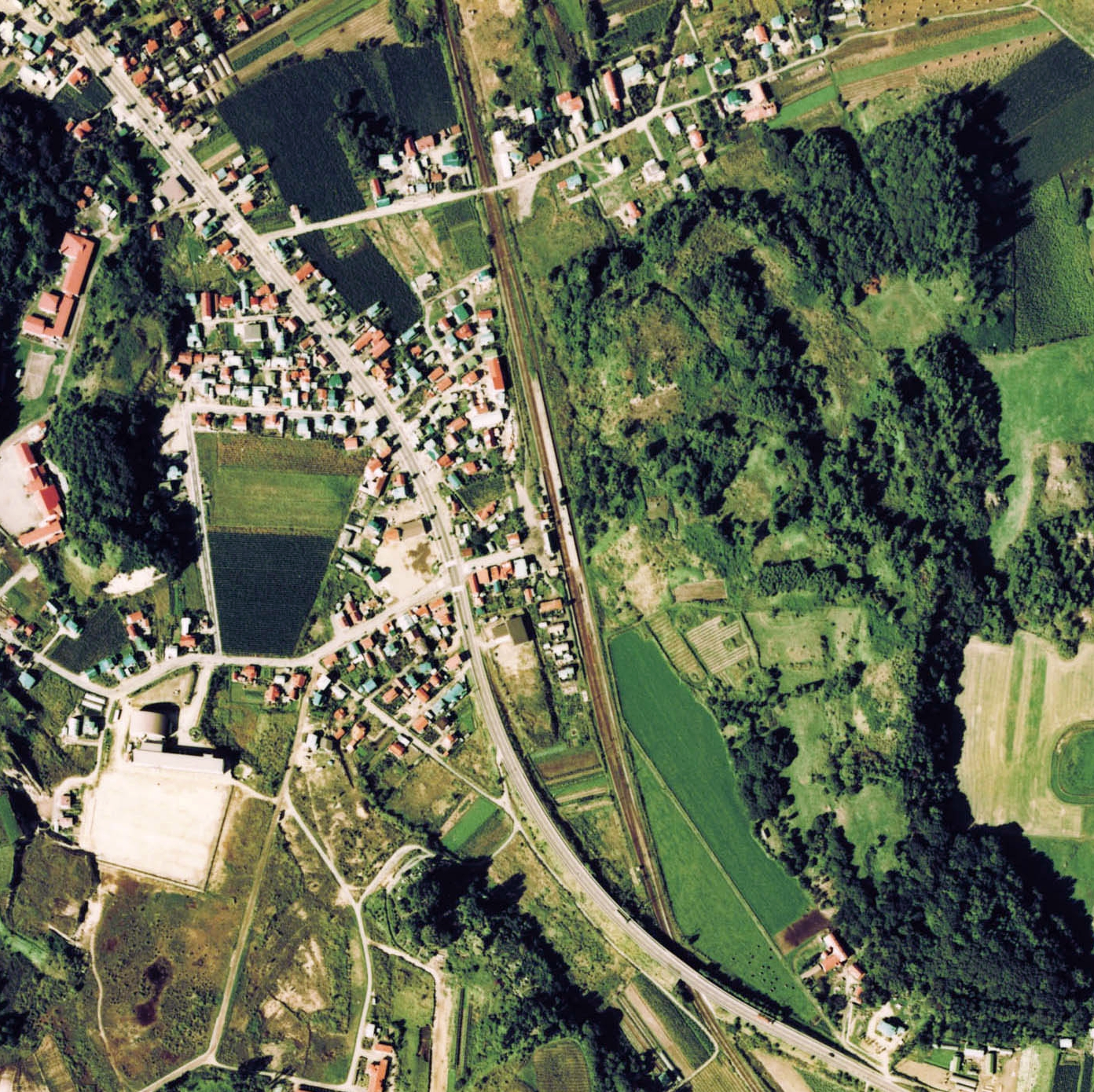
1976年の有珠駅と周囲約1km範囲。下が東室蘭方面。当駅より洞爺駅までは単線区間。比較的早い段階での貨物取扱廃止が示すように元々取り扱いが少なかったためか、専用の貨物ホームを有していない。

- 1928年（昭和3年）9月10日：鉄道省長輪線静狩駅 - 伊達紋別駅間開通に伴い開業[1]。一般駅[1]。
- 1931年（昭和6年）4月1日：長輪線を室蘭本線に編入、それに伴い同線の駅となる。
- 1962年（昭和37年）1月15日：貨物扱い廃止[1]。
- 1980年（昭和55年）5月15日：荷物扱い廃止[1]。無人[3]（簡易委託）化。
- 1987年（昭和62年）4月1日：国鉄分割民営化によりJR北海道に継承[1]。
- 1989年（平成元年）：駅舎改築[4]。
- 時期不詳[注 1]：簡易委託廃止、完全無人化。

### 駅名の由来
当駅の所在する地名より。地名はアイヌ語の「ウシ・コロ・オタン」（湾頭にある沼）の、「ウシ」の部分に由来する。単に「ウシ」（湾）に由来するとする別説もある。

## 駅構造
単式ホーム2面2線を有する地上駅。かつては2面3線の配線であったが、中線（旧2番線）は長万部方の線路が撤去され、横取線となった。駅舎側（西側・海側）ホーム中央と反対側ホーム南側を結ぶ構内踏切がある。2面3線時代の配線は左右裏返しにすると長和駅とほぼ同じ配線であった。
伊達紋別駅管理の無人駅となっている。有人駅時代の駅舎は改築され、内装には化粧梁やレトロな照明器具を使用し、外観は中央部の合掌部分に明かり窓を配したシンメトリーのデザインを採用した駅舎となっている。駅舎内にトイレを有する。
洞爺駅より当駅までは単線区間、当駅より長和駅までは複線区間となっている。

### のりば
| 番線 | 路線      | 方向 | 行先             |
| ---- | --------- | ---- | ---------------- |
| 1    | ■室蘭本線 | 上り | 豊浦・長万部方面 |
| 2    | ■室蘭本線 | 下り | 東室蘭・室蘭方面 |

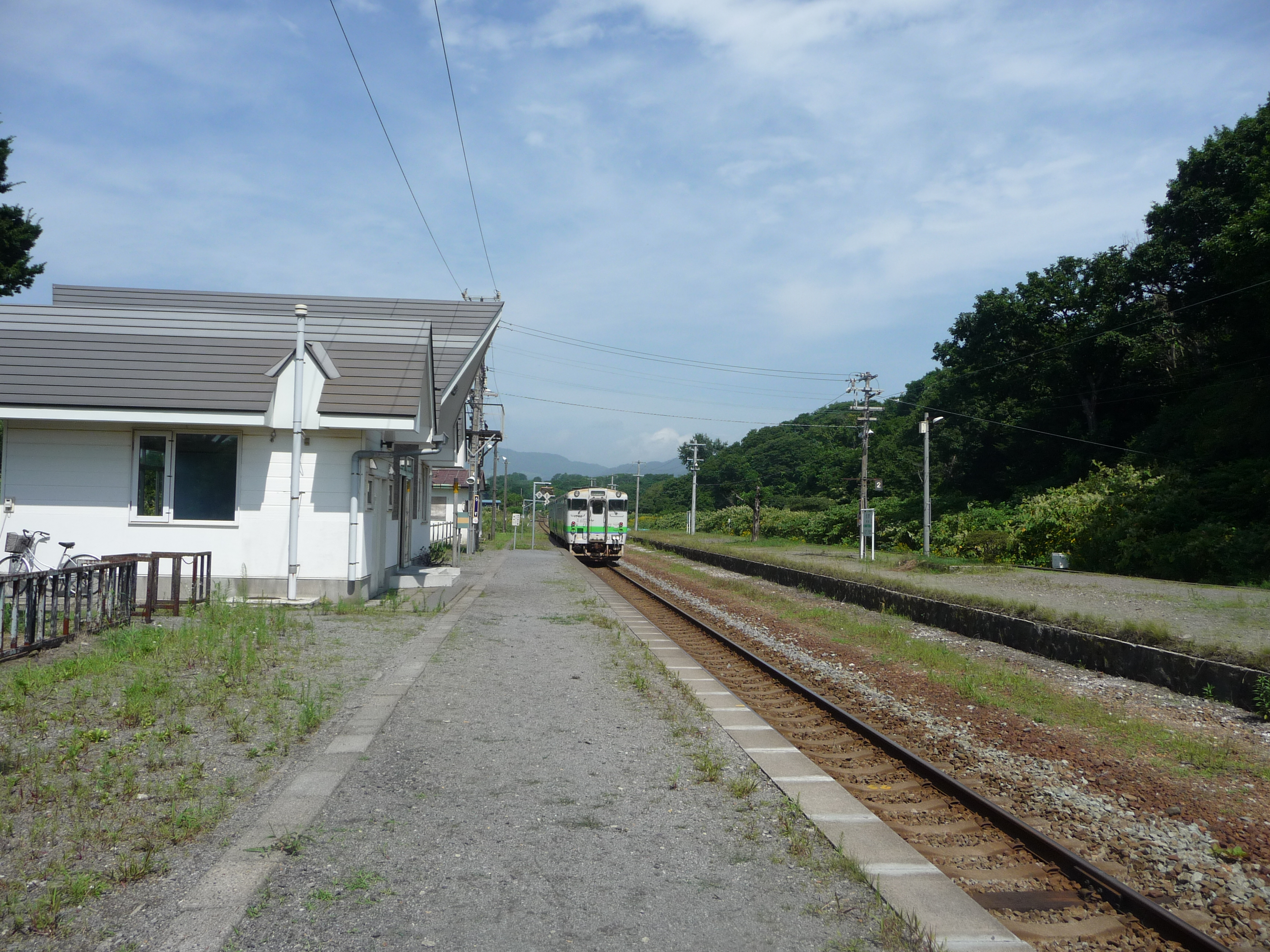
ホーム（2009年8月）
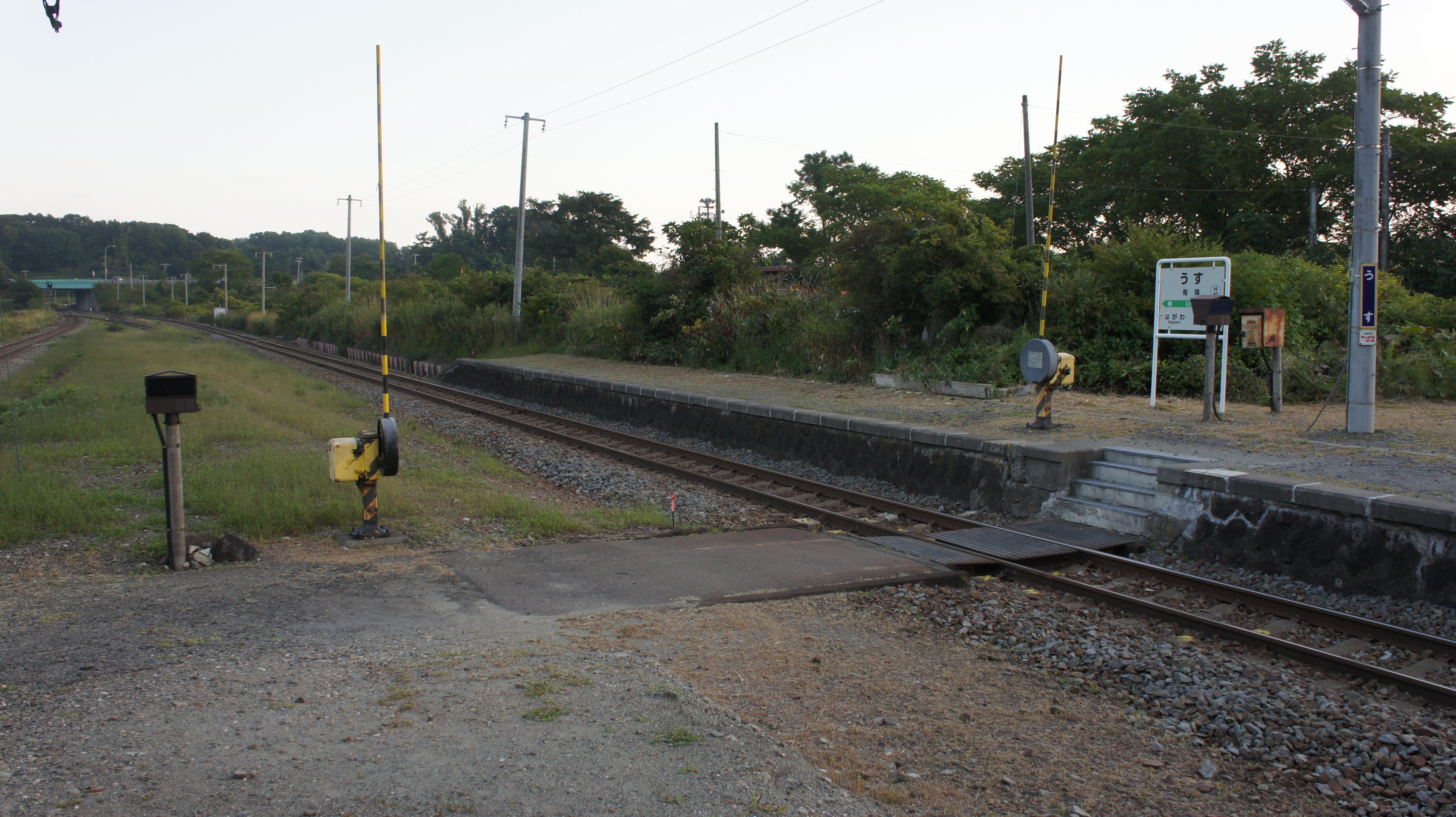
構内踏切（2017年9月）
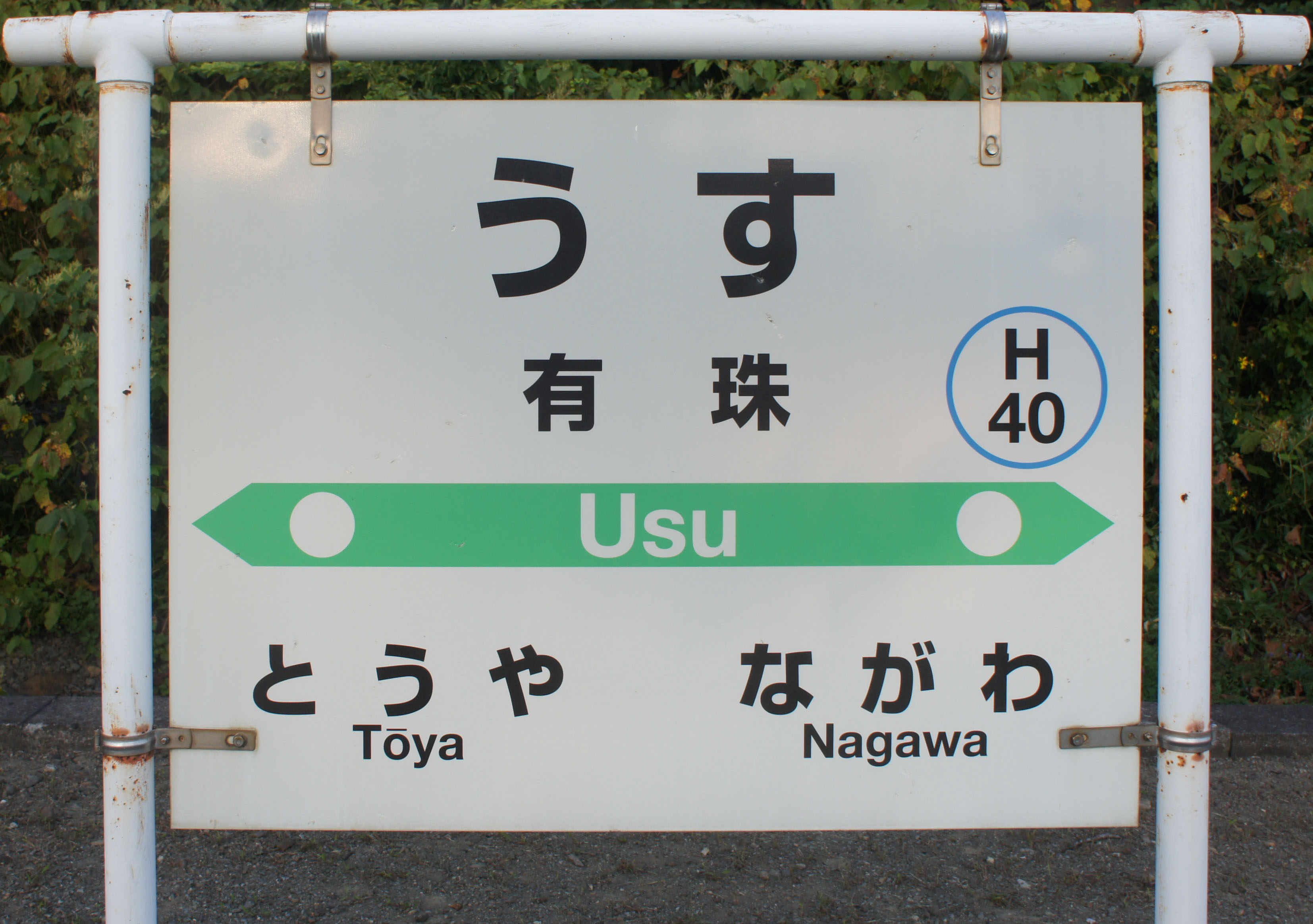
駅名標（2017年9月）

## 利用状況
- 1981年度（昭和56年度）の1日平均乗降人員は147人[5]。
- 1992年度（平成4年度）の1日平均乗降人員は154人[6]。

1日の平均乗降人員は以下の通りである。
| 乗降人員推移 | 乗降人員推移 |
| 年度         | 1日平均人数  |
| ------------ | ------------ |
| 2011         | 80           |
| 2012         | 68           |
| 2013         | 68           |
| 2014         | 60           |

## 駅周辺
- 国道37号
- 伊達警察署有珠駐在所
- 有珠郵便局
- いぶり噴火湾漁業協同組合有珠支所
- 北海道道386号有珠停車場線
- 有珠山 - 駅から北東に約3km[5]。尚、当駅は麓に位置するが、駅から山はよく見えない。
- 有珠善光寺 - 駅から北西に約1.5km。駅裏手の岩に案内が記載されている[6]。
- バチェラー夫妻記念堂
- 恋人海岸
- 有珠海水浴場

## バス路線
駅前の国道37号沿いに道南バス「有珠駅前」停留所があり、洞爺駅、洞爺湖温泉、豊浦しおさい方面、伊達駅前、室蘭港フェリーターミナル方面の路線が発着する。

## 隣の駅
北海道旅客鉄道（JR北海道）
■室蘭本線
洞爺駅 (H41) - （北入江信号場） - 有珠駅 (H40) - 長和駅 (H39)